# Woman in Love (10cc)
Woman in Love is een single van 10cc. Het is afkomstig van hun album Meanwhile.
De schrijver van het lied omschrijft hoe een verliefde vrouw eruitziet; men kan het aan haar uiterlijk zien, maar het kan niet op een foto vastgelegd worden.

## Musici
- Eric Stewart – zang, slide guitar, elektrische piano, achtergrondzang, stringsynthesizer
- Graham Gouldman – elektrische gitaar, achtergrondzang
- Jeff Porcaro – slagwerk, percussie
- Freddie Washington – basgitaar

## Hitnotering
Met B-kant Man with a Mission (5:52), dat niet op het album stond, verkocht het dermate matig dat het de Nederlandse Top 40 niet haalde; wel de onderste regionen van de Single Top 100.
| "Woman in Love" in de Nederlandse Single Top 100 binnen: 23-05-1992 | "Woman in Love" in de Nederlandse Single Top 100 binnen: 23-05-1992 | "Woman in Love" in de Nederlandse Single Top 100 binnen: 23-05-1992 | "Woman in Love" in de Nederlandse Single Top 100 binnen: 23-05-1992 | "Woman in Love" in de Nederlandse Single Top 100 binnen: 23-05-1992 | "Woman in Love" in de Nederlandse Single Top 100 binnen: 23-05-1992 | "Woman in Love" in de Nederlandse Single Top 100 binnen: 23-05-1992 |
| Week                                                                | 1                                                                   | 2                                                                   | 3                                                                   | 4                                                                   | 5                                                                   | 6                                                                   |
| ------------------------------------------------------------------- | ------------------------------------------------------------------- | ------------------------------------------------------------------- | ------------------------------------------------------------------- | ------------------------------------------------------------------- | ------------------------------------------------------------------- | ------------------------------------------------------------------- |
| Nummer                                                              | 93                                                                  | 74                                                                  | 59                                                                  | 55                                                                  | 80                                                                  | uit                                                                 |

Graham Gouldman · Eric Stewart · Kevin Godley · Lol Creme

Paul Burgess · Rick Fenn · Stuart Tosh · Duncan Mackay · Tony O'Malley